# Astronaut
Astronaut es el décimo-primer álbum de estudio de la banda británica Duran Duran, lanzado mundialmente el 11 de octubre de 2004.
Este fue el primer álbum de estudio desde Pop Trash, del año 2000 y el primer álbum grabado íntegramente por los cinco miembros originales de la banda desde el sencillo A View to a Kill de 1985.

## Lista de canciones
- Todas las canciones compuestas por Duran Duran.

1. "(Reach up for the) sunrise" – 3:27
2. "Want you more!" – 3:39
3. "What happens tomorrow – 4:11
4. "Astronaut" – 3:26
5. "Bedroom toys" – 4:01
6. "Nice" – 3:33
7. "Taste the summer" – 3:55
8. "Finest hour" – 4:02
9. "Chains" – 4:48
10. "One of those days" – 3:52
11. "Point of no return" – 4:59
12. "Still reathing" – 5:59

Pistas adicionales:
1. "Virus" – 4:07 (Japón)

## Sencillos
1. "(Reach up for the) sunrise" (Australia 20 de septiembre de 2004, Reino Unido 4 de octubre de 2004)
2. "What Happens Tomorrow" (31 de enero de 2005)
3. "Nice" (Europa y para descarga en iTunes)

## Miembros
- Simon Le Bon - voces
- Nick Rhodes - teclados
- John Taylor - bajo
- Roger Taylor - batería
- Andy Taylor - guitarras

- Datos: Q2453076